# العنف الأسري في كوريا الجنوبية

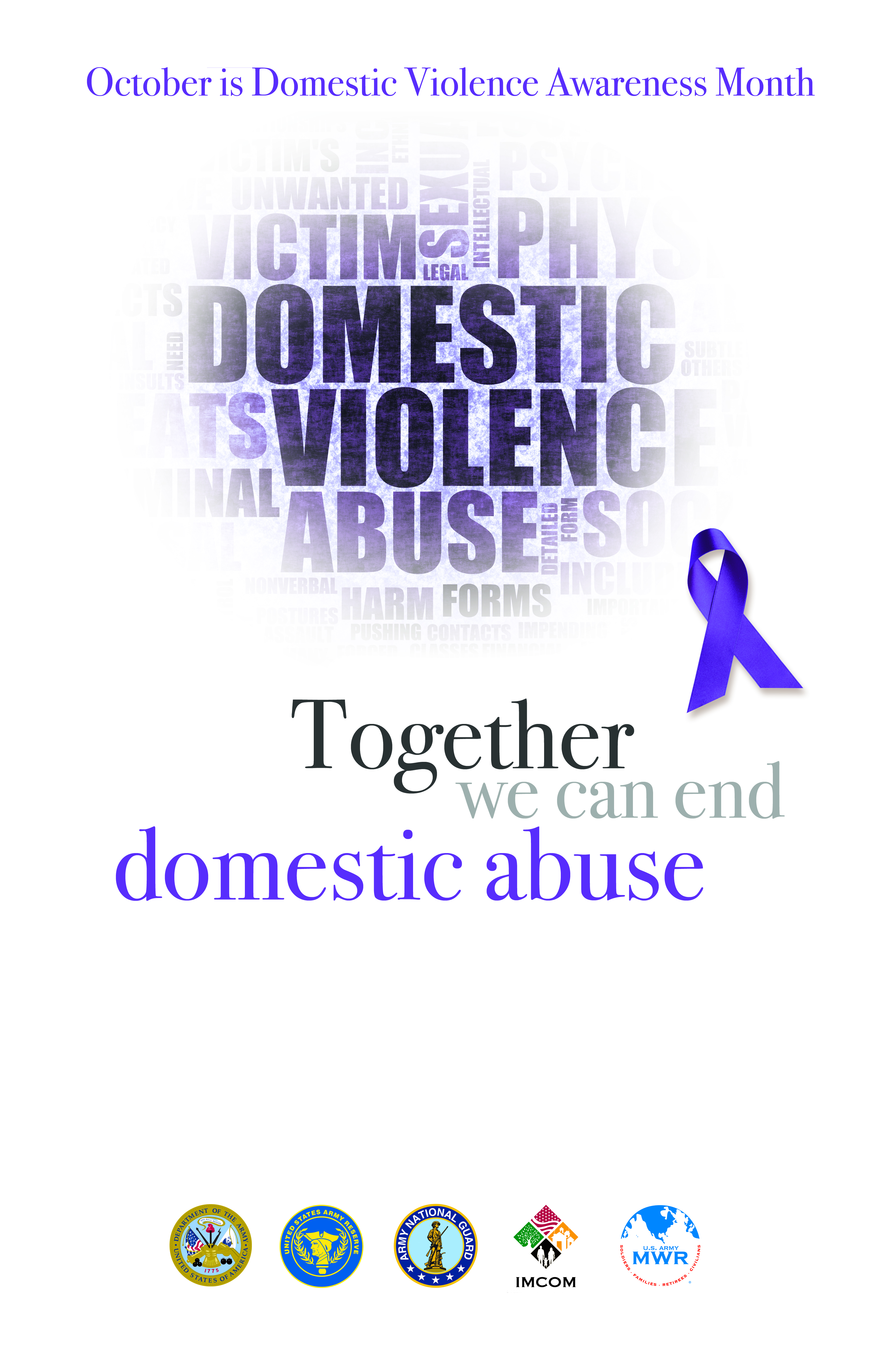

العنف الأسري في كوريا الجنوبية هي مشكلة شائعة. العنف الأسري ضد المرأة في كوريا الجنوبية قائم علي المجتمع الذكوري والهياكل العائلية، وغالبًا ما يغذيها الاستخدام الكثيف للكحول. ووفقًا لإحصاءات مكتب المدعي العام الأعلى، فقد تم إسقاط 60٪ من حالات العنف الأسري من تهم الملاحقة القضائية في عام 2015، بينما خضع 15.6٪ فقط لإجراءات الاتهام. إجمالي البلاغات المقدمة 118,178 حالة ولكن تم القبض علي 8762 حالة فقط. يُنظر إلى العنف الأسري في كوريا الجنوبية على أنه مسألة خاصة وليس شيئًا يجب أن تتعامل معه أجهزة إنفاذ القانون، وقد ارتفع معدل الإدانات الثانية من 7.5٪ (2008) إلى 32.2٪ في 2012 العام الماضي. بموجب القوانين الحالية، إذا كانت ضحية العنف(عادة الزوجة) لا تريد إصدار لائحة اتهام، فسوف يتم مسح حق الاستدعاء.